# 狡诈球菌属
狡诈球菌属为肉杆菌科的一个属。该属的模式种为懒惰狡诈球菌（Dolosigranulum pigrum）。

## 下属物种
- 懒惰狡诈球菌 Dolosigranulum pigrum Aguirre et al. 1994